# Klaus Havenstein
Klaus Havenstein [háfnštajn] (* 15. června 1949 Belgershain) je bývalý východoněmecký fotbalista a trenér.

## Hráčská kariéra
S fotbalem začal jako šestiletý v rodném Belgershainu na postu brankáře. V dorosteneckém věku hrál dva roky za Aktivist Espenhain, odkud se vrátil do Belgershainu. Poté nastupoval za Traktor Otterwisch (do roku 1971). Během základní vojenské služby v NVA byl krátce hráčem Vorwärts Zeithain a poté Vorwärts Löbau (do roku 1975).
Většina jeho kariéry a největší úspěchy jsou spjaty s klubem Chemie Böhlen, v němž se poprvé objevil v sezoně 1971/72 a za jehož A-mužstvo hrál až do konce sezony 1986/87. V ročníku 1976/77 s ním vybojoval premiérovou účast ve východoněmecké Oberlize, v níž se hned v sezoně 1977/78 stal s 15 brankami králem střelců. V Oberlize zaznamenal celkem 55 branek v 92 utkáních.
Na podzim 1987 byl hrajícím trenérem böhlenské rezervy a v roce 1988 byl hrajícím trenérem Motoru Scharfenstein. Na jaře 1989 ještě vypomáhal jako libero druholigovému Motoru Grimma, který také krátce trénoval. Na sklonku hráčské kariéry působil v TSV Badenia Schwarzach a Otterwischer SV. Naposledy se na hřišti objevil v 61 letech v dresu Fortuny Lipsko jako hrající trenér.

### Ligová bilance
V sezonách 1976/77, 1979/80 a 1981/82 se Böhlenští účastnili kvalifikačního turnaje o postup do nejvyšší východoněmecké soutěže, v němž pokaždé uspěli. Starty a branky Klause Havensteina v kvalifikačním turnaji jsou za znaménkem plus.
| Ročník                   | Zápasy | Góly | Klub           |
| ------------------------ | ------ | ---- | -------------- |
| II. liga – sk. C 1971/72 | 11     | 5    | Chemie Böhlen  |
| II. liga – sk. D 1973/74 | 8      | 7    | Chemie Böhlen  |
| II. liga – sk. D 1973/74 | 6      | 2    | Vorwärts Löbau |
| II. liga – sk. D 1975/76 | 20     | 15   | Chemie Böhlen  |
| II. liga – sk. D 1976/77 | 17+6   | 13+2 | Chemie Böhlen  |
| I. liga 1977/78          | 24     | 15   | Chemie Böhlen  |
| I. liga 1978/79          | 22     | 10   | Chemie Böhlen  |
| II. liga – sk. C 1979/80 | 22+8   | 30+3 | Chemie Böhlen  |
| I. liga 1980/81          | 21     | 17   | Chemie Böhlen  |
| II. liga – sk. C 1981/82 | 19+7   | 16+6 | Chemie Böhlen  |
| I. liga 1982/83          | 25     | 13   | Chemie Böhlen  |
| II. liga – sk. C 1983/84 | 21     | 17   | Chemie Böhlen  |
| II. liga – sk. B 1984/85 | 25     | 23   | Chemie Böhlen  |
| II. liga – sk. B 1985/86 | 33     | 26   | Chemie Böhlen  |
| II. liga – sk. B 1986/87 | 29     | 11   | Chemie Böhlen  |
| II. liga – sk. B 1988/89 | 15     | 4    | Motor Grimma   |
| CELKEM I. LIGA           | 92     | 55   |                |
| CELKEM II. LIGA          | 247    | 180  |                |

## Trenérská kariéra
Po skončení hráčské kariéry se stal trenérem. Od roku 1987 vedl Chemie Böhlen II (B-mužstvo), Motor Scharfenstein, Motor Grimma, Motor Geithain, Otterwischer SV (všude jako hrající trenér), Klinga-Ammelshain, Eiche-Wachau, Bornaer SV, Naunhof, Fortunu Lipsko, Eintracht Sermuth a Lipsko-Bienitz.